# Limonium caesium
Limonium caesium, conocida como siempreviva morada, sopaenvino o siempreviva de saladar, es una planta perenne,de la familia de las plumbagináceas, endémica del sureste de España.

## Descripción
Planta generalmente pluricaule. Hojas de la roseta de 25-70 × 5-15 mm, más cortas y estrechas; pecíolo 1-2 mm de anchura. Escapo de 15-65 cm, menor y más grácil. Ramas de primer orden más gráciles y algo más largas, con menor ángulo de ramificación. Espigas 10-18 mm, en disposición más densa. Espiguillas 5-7 mm, más pequeñas, en disposición más densa, 6-8 por cm, generalmente unifloras. Bráctea externa 0,9-1,4 × 1,5-1,6 mm, triangular- ovada. Bráctea media 1,2-1,7 × 1,1-1,4 mm, de oblonga a elíptica. Bráctea interna 2,6-3,8 × 2,2-2,9 mm, de obovada a elíptica, con ápice redondeado; parte central 2,6-3,4 × 1,7-2,4 mm, de obovada a elíptica. Flores 6,5-8 mm de diámetro. Cáliz 4,8-6,2 mm, menor, que sobrepasa c. 2,5 mm a la bráctea interna, normalmente glabro; limbo entero o con pequeños dientecillos triangular-ovados; costillas que acaban antes de la base de los dientes. Pétalos 7,5-10 × 1,9-2,6 mm, menores, purpúreos. Tiene un número de cromosomas de 2n = 18.

## Hábitat
Es muy similar a Limonium insigne, incluso solapándose en su área de distribución, pero se diferencia de ésta en que L.caesium prefiere asentarse sobre saladares, terrenos yesosos o margosos. 

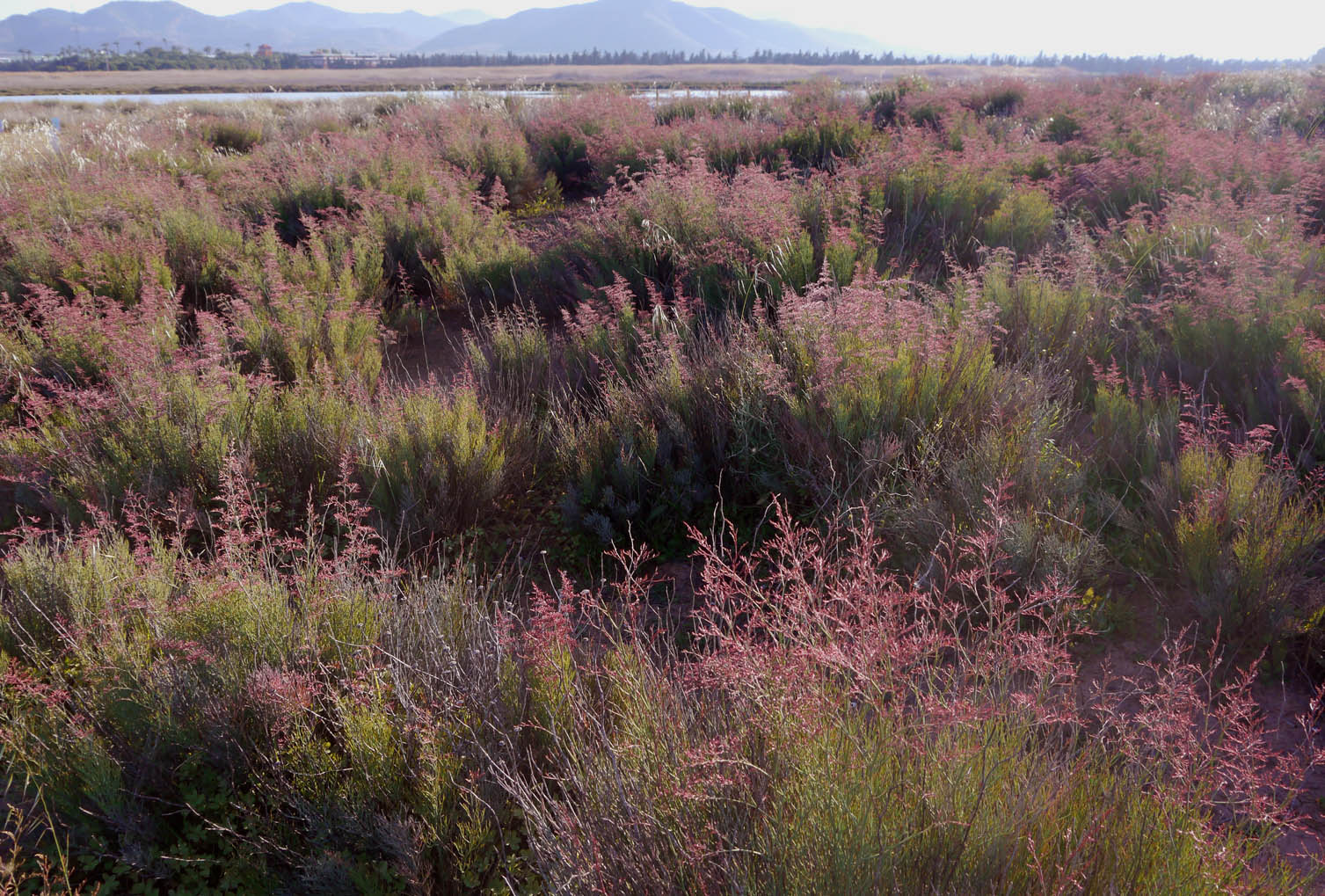
Limonium caesium en su hábitat natural, los saladares. En la foto en el saladar de Lo Poyo

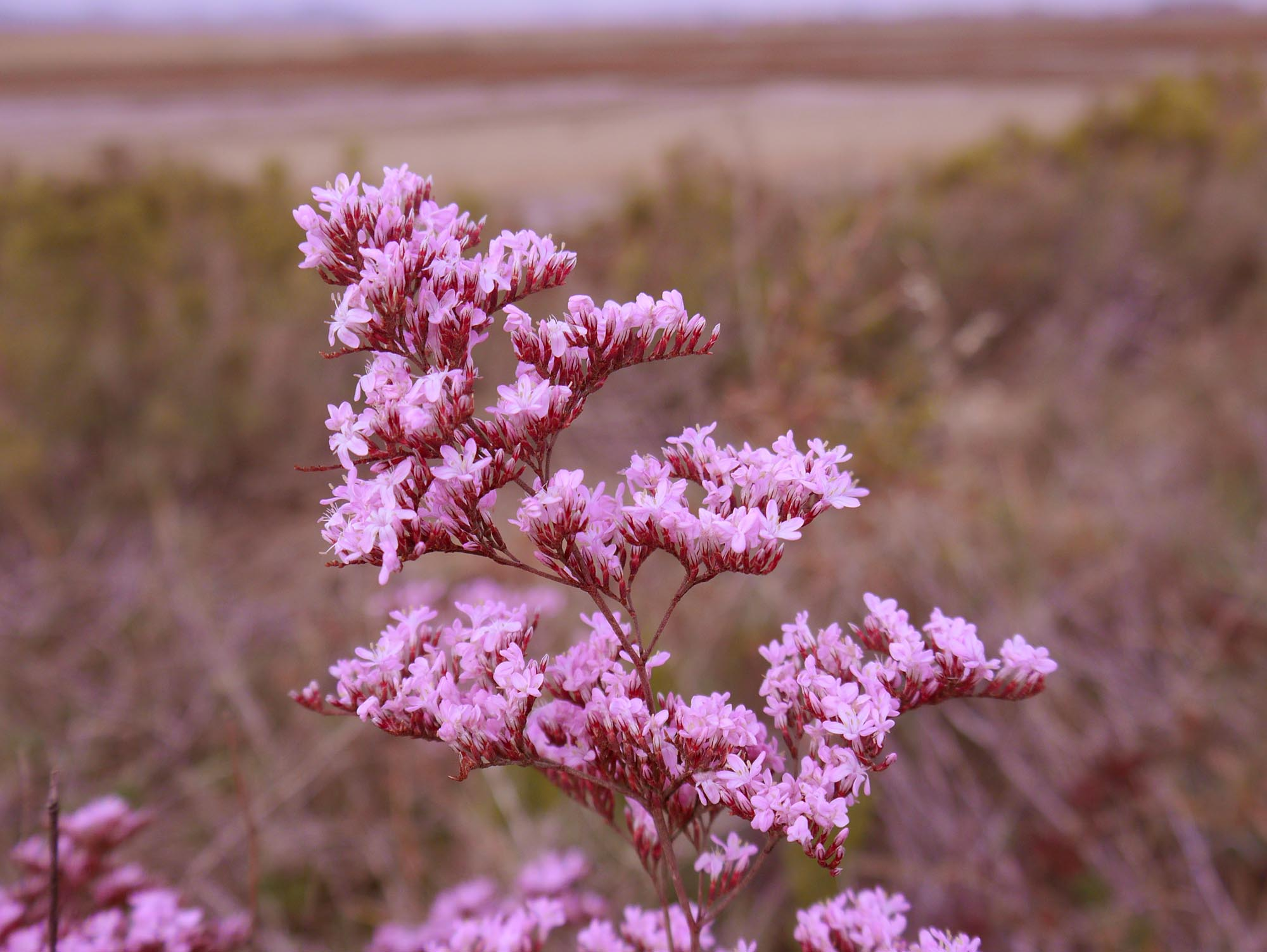
Vista de la planta

## Endemia
Se distribuye por las provincias de Alicante, Albacete y Región de Murcia.

## Taxonomía
Limonium caesium fue descrita por (Girard) Kuntze y publicado en Revisio Generum Plantarum 2: 395. 1891.
Etimología
Limonium: nombre genérico que procede del griego leimon, que significa "pradera húmeda", aludiendo al hábitat de muchas de las especies del género.
caesium: epíteto latino que significa "gris azulado".
Sinonimia
- Statice caesia Girard[6]